# Gruzínské letectvo

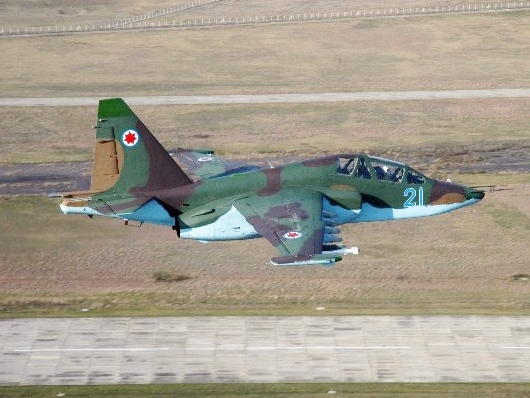
Gruzínský Su-25UB při vzletu

Gruzínské letectvo (gruzínsky საქართველოს საჰაერო ძალები) je letecká složka ozbrojených sil Gruzie. 

## Historie

### Založení a zrušení
Gruzínské letectvo a divize protivzdušné obrany bylo založeno 1. ledna 1992. Dne 18. srpna 1998 byly obě divize sjednoceny do společné velitelské struktury a přejmenovány na Gruzínské vzdušné síly.
První bojový let provedli Izani Tsertsvadze a Valeri Nakopia 19. září 1992 během separatistické války v Abcházii. Toto datum bylo později označeno jako Den gruzínského letectva.
V roce 2010 bylo gruzínské letectvo zrušeno jako samostatný útvar a začleněno do gruzínských pozemních sil jako sekce protivzdušné obrany.

### Obnovení a modernizace letectva
Gruzínské letectvo bylo formálně obnoveno v roce 2016. Pod vedením gruzínského ministra obrany Irakli Garibašviliho byly letectvu znovu stanoveny priority a letouny ve vlastnictví gruzínského letectva jsou modernizovány a udržovány. Ministr obrany rovněž oznámil plány na pořízení bezpilotních letounů s cílem zvýšit bojovou připravenost Gruzie.

## Přehled letecké techniky
| Název                          | Fotografie     | Původ          | Určení                   | Verze           | V aktivní službě  |
| Bojové letouny                 | Bojové letouny | Bojové letouny | Bojové letouny           | Bojové letouny  | Bojové letouny    |
| ------------------------------ | -------------- | -------------- | ------------------------ | --------------- | ----------------- |
| Suchoj Su-25                   |                | Sovětský svaz  | bitevní letoun           | Su-25UB Su-25KM | 5, navíc 2 cvičné |
| Dopravní a transportní letouny |                |                |                          |                 |                   |
| Antonov An-28                  |                | Sovětský svaz  | lehký transportní letoun |                 | 2                 |
| Vrtulníky                      |                |                |                          |                 |                   |
| Bell UH-1 Iroquois             |                | USA            | víceúčelový vrtulník     | UH-1H           | 14                |
| Mil Mi-8/Mi-17/171             |                | Sovětský svaz  | transportní vrtulník     |                 | 15                |
| Mil Mi-14                      |                | Sovětský svaz  | námořní vrtulník         |                 | 2                 |
| Mil Mi-24                      |                | Sovětský svaz  | bitevní vrtulník         |                 | 9                 |
| Cvičná letadla                 |                |                |                          |                 |                   |
| Aero L-29 Delfín               |                | Československo | cvičný letoun            |                 | 4[zdroj?]         |
| Aero L-39 Albatros             |                | Československo | cvičný letoun            |                 | 8                 |
| Bezpilotní letadla             |                |                |                          |                 |                   |
| Elbit Hermes 450               |                | Izrael         | průzkumný letoun         |                 | ?                 |